# كارين أو
كارين لي أورزوليك (من مواليد 22 نوفمبر 1978) ،  المعروفة باسمها الفني كارين أو ، هي مغنية وكاتبة أغاني وموسيقية ومنتجة تسجيلات أمريكية ولدت في كوريا الجنوبية. هي المغنية الرئيسية لفرقة الروك الأمريكية Yeah Yeah Yeahs .

## النشأة
ولدت في بوسان ، كوريا الجنوبية ،  لأم كورية وأب بولندي . انتقلت العائلة لاحقاً إلى إنجلوود ، نيو جيرسي ، حيث نشأت.

## روابط خارجية
- الموقع الرسمي